# Made in Hungaria (album)
A Made in Hungaria Fenyő Miklós 1996-ban megjelent stúdióalbuma. Nem tévesztendő össze a szintén Fenyő Miklóshoz köthető, azonos című, de teljesen más dalokat tartalmazó Made in Hungaria musicallel, filmmel és filmzenei albummal.
A Fenyő Miklós fiatalságát, a hatvanas évek világát felidéző, nosztalgikus hangulatú album több dala igen nagy siker lett. Az album összes dalának zenéjét és szövegét Fenyő Miklós írta, kivéve a Csavard fel a szőnyeget című dalt, melynek szövegírója S. Nagy István. Az album egyik érdekessége a szving és rock and roll stílust egy dalban összevegyítő Kolumbusz, melyben a Cotton Club Singers énekegyüttes is közreműködik.

## Dalok
- Made in Hungaria
- Vissza a jövőbe
- Luxemburg Rádió
- Szerelemre hívott
- Az Angyalok földjén
- Egy jampi szív
- Szalad az élet
- Napfény jön a vihar után
- Szép volt és egyszerű
- Kolumbusz
- Míg a gyertya lángja ég
- Csavard fel a szőnyeget (új változat)

## Közreműködők
- Fenyő Miklós: ének, vokál, billentyű
- Novai Gábor: basszusgitár, bőgő
- Harsányi Zsolt: gitár
- Balázs Tibor: dob
- Dudlinszky Zoltán: szaxofon
- Szalóky Béla: harsona, trombita
- Cotton Club Singers: vokál (Kolumbusz)
- Szekeres Adrien: vokál
- Tőzsér Attila: zenei rendező, hangmérnök